# Harold Primat
Pour les articles homonymes, voir Primat.
 (avril 2023).
Si vous disposez d'ouvrages ou d'articles de référence ou si vous connaissez des sites web de qualité traitant du thème abordé ici, merci de compléter l'article en donnant les références utiles à sa vérifiabilité et en les liant à la section « Notes et références ».
Harold Primat (né le 12 juin 1975) est un pilote de course automobile franco-suisse courant actuellement[Quand ?] dans le championnat des Blancpain Endurance Series. Il participe également à plusieurs événements d'envergure tels que les 12 Heures de Bathurst et les 24 Heures du Nürburgring.

## Premier pas
Harold Primat est le neveu du pilote moto Claude Vigreux. Il commence sa carrière en karting avant d'intégrer les écoles de pilotage reconnues Max Mygale et Winfield en France, ainsi que le centre Jim Russell au Royaume-Uni.
Il se rend ensuite aux États-Unis où il prend part au championnat de Formule Ford 2000. Primat gravit les échelons du sport automobile en courant en Formule 3 britannique et plus tard en F3 Euroseries. Sa carrière en monoplace s'achève en championnat World Series Lights avec l'écurie de Serge Saulnier.
En 2003 et 2004, en parallèle avec son programme en monoplace, Primat développe un intérêt prononcé pour l'endurance où la régularité et la gestion de la voiture importent plus que la vitesse pure. En 2003, il fait ses premières armes avec l'équipe de Serge Saulnier dans le championnat de France d'endurance V de V. Pour ses débuts, il mène à Spa Francorchamps avant qu'un problème mécanique ne vienne le freiner. La saison suivante, Primat devient vice-champion ; il rate de peu le titre après avoir manqué une course pour respecter ses engagements en World Series Lights.

## En endurance des deux côtés de l’Atlantique
En 2005, Primat gravit un échelon supplémentaire et fait ses débuts en prototypes chez Kruse Motorsport. Il se qualifie troisième et termine deuxième de sa catégorie lors des célèbres 12 Heures de Sebring.
Il accompagne Kruse de l'autre côté de l'Atlantique pour participer à la manche inaugurale de la saison européenne à Spa-Francorchamps mais un problème moteur l'oblige à renoncer. Il rejoint ensuite l'écurie Rollcentre Racing, ce qui lui offre l'occasion de se battre pour la victoire au général en LMP1. Au cours de sa première saison dans la catégorie reine de l'endurance, il entre trois fois dans le top 10. 
Toujours en 2005, Primat participe pour la première fois aux 24 Heures du Mans. Après une qualification en 13e position, la Dallara-Nissan du team Rollcentre connaît des soucis techniques en début de course, et l'écurie n'est finalement pas classée.
En 2006, Primat rejoint l'équipage 100 % suisse de la nouvelle structure Swiss Spirit. Il y retrouve son ancien patron Serge Saulnier, dont l'écurie éponyme supervise le programme. Des podiums à Spa et à Jarama lui permettent de partager la quatrième place au championnat Pilotes. En revanche, un problème de boîte de vitesses gâche sa deuxième tentative au Mans puisqu'il doit abandonner au 132e tour de l'épreuve.
Une fois encore, Primat ajoute quelques courses américaines à son programme européen en 2006. Il finit notamment troisième à Laguna Seca et quatrième à Petit Le Mans pour le compte de l'écurie Creation Autosportif. Sa participation aux 24 Heures de Daytona prend fin lorsque sa Spirit Daytona Crawford-Pontiac est victime d'une casse moteur.
En 2007, Primat signe chez l'écurie de Henri Pescarolo, quadruple vainqueur au Mans en tant que pilote. Il décroche un podium à Spa, son meilleur résultat au cours d'une saison où les Peugeot d'usine n'auront cessé de monter en puissance. Il fait à nouveau preuve de régularité puisqu'il termine dans le top 6 à quatre reprises cette année (sur six rendez-vous). Harold Primat voit surtout l'arrivée des 24 Heures du Mans pour la première fois de sa carrière. Il décroche la 6e place de sa catégorie et la 13e au classement général après avoir perdu 90 minutes aux stands en raison d'une fuite d'huile.
En 2008, Harold Primat continue chez Pescarolo en championnat Le Mans Series (LMS). Il s'illustre à Monza où il obtient un podium, une compétition  rendue relevée par la présence des Audi d'usine, en plus des concurrents LMS habituels. Primat obtient également son meilleur résultat au Mans cette année-là, une 7e place. Il termine ainsi vainqueur officieux de la catégorie des voitures essence, derrière les prototypes diesel Audi et Peugeot.
En janvier 2009, il devient pilote officiel Aston Martin Racing alors que la marque anglaise fait son grand retour en endurance après vingt ans d’absence au plus haut niveau. Il fait équipe avec Darren Turner et leur constance leur permet de terminer quatrième au championnat Le Mans Series, signant au passage une seconde place au Nürburgring. Pour les 24 Heures du Mans, Harold Primat est rejoint par Peter Kox et Stuart Hall mais une fuite d’eau contraint la Lola-Aston Martin #009 à l’abandon après 252 tours de course. Associé à Stefan Mücke, il s’impose en fin d’année à Okayama lors de la manche inaugurale des Asian Le Mans Series. 
En 2010, Harold Primat enfile de nouveau la combinaison bleue et orange d’Aston Martin Racing et décroche trois podiums dans les championnats ALMS et LMS. Il obtient le meilleur résultat aux 24 Heures du Mans de sa carrière en terminant sixième de l’épreuve. 
Primat continue une troisième saison chez Aston Martin Racing en 2011, cette fois-ci aux côtés de Turner et Mücke. Au volant d’un châssis Lola vieillissant, il obtient deux nouveaux podiums, dont une victoire à Laguna Seca en ALMS. Le nouveau prototype ouvert d’Aston Martin Racing, l’AMR-One, se révèle cependant peu fiable et oblige l’écurie à quitter la catégorie LMP1 à la fin de la saison. 
Primat s’engage donc avec le team privé suisse de LMP1 Rebellion Racing pour participer au WEC, le championnat du monde d’endurance FIA relancé en 2012. Les écuries d’usine Audi et Toyota se partagent les victoires tout au long des huit rendez-vous de la saison, laissant Rebellion, Strakka, JRM et OAK Racing se disputer le trophée LMP1 des constructeurs privés/essence. Primat remporte deux victoires à Silverstone et Shanghai, assurant ainsi le titre à l’équipe suisse.

## Passage à la catégorie GT
En 2013, Harold Primat passe des prototypes aux voitures de grand tourisme avec un gros programme au sein de l'écurie Phoenix Racing : engagement en championnat d'endurance Blancpain et VLN et participation aux 12 Heures de Bathurst. Au volant d'une Audi R8 LMS Ultra, il décroche une quatrième place lors de la classique australienne, après avoir pourtant dû s'arrêter pendant quatre tours pour effectuer des réparations sur la voiture. Il enregistre un résultat similaire aux 24 Heures de Spa aux côtés d'Oliver Jarvis et Christopher Hasse. L'épreuve belge voit le trio réaliser une belle remontée. Primat s'illustre également en championnat VLN où il obtient quelques podiums.
En 2014, Harold Primat rejoint le HTP Motorsport, écurie GT qui jouit d’un partenariat privilégié avec Mercedes-Benz AMG. Il lance sa saison avec les 12 Heures de Bathurst les 7, 8, et 9 février. Après avoir perdu deux tours en début de course, l'équipage du HTP Motorsport, composé de Harold Primat, Thomas Jaeger et Maximilian Buhk, effectue une nette remontée pour décrocher la deuxième place au terme d'une épreuve chahutée. Il participe ensuite aux cinq manches du championnat d’endurance Blancpain et prend le départ de certaines courses VLN, notamment des 24 Heures du Nürburgring.